# 商店街な人
『商店街な人』（しょうてんがいなひと、英語: Shotengai na Hito - Following the Innovator for Shotengai）は、2011年4月9日に公開された日本の地域映画。

## 概要
東京都大田区蒲田地区を主な舞台とする。総製作費は50万円。区民や地元企業が制作に参画することで、その共同作業を通じた地域活性化を目的とした「リージョンフィルム」であると紹介されている。
2012年松本商店街映画祭、特別招待作品。

## あらすじ
元商社マンと蒲田出身の彼女が主人公。大田区が募集したシティープロモーションのメンバーとなった二人が商店街、町工場のあり方、そして京急電鉄や羽田空港を散策し地域の魅力をどう外国人にアピールしていくのか、まちの未来を探求してゆくという物語。

## キャスト
- 神島 実（主人公）：今野晴也
- 秋山 咲（主人公の恋人、新聞記者新人）：田中たぬ紀
- 飯島 彰 ：中島文博
- 東郷 正次（新聞社整理部長）：高橋和勧
- 日野 五郎（まちづくり松山社長） ：牧徹
- 秋山 恵子 （咲の母親）：かわいのどか
- 加藤 啓子（咲の同僚）：福元沙希
- 宮田 武 （株式会社クマクラ従業員）：翔 (歌手)
- 矢野 勝（株式会社クマクラ従業員） ：波李
- 矢部 湯吉（株式会社クマクラ従業員）：松島好希
- 高橋 幸美 ：松川リン
- 松島 信夫 ：リーゼント山崎
- デビット ：ニイノ・キアット
- 京急電鉄職員 ：真砂豪
- だるまのマスター ：嵐ヨシユキ
- だるまの女将 ：相川美羽
- 串あげたむろのマスター ：江連健司
- 長谷川 雷蔵 ：天蝶二
- 市川 林太郎 ：コッセこういち
- 枠旗 正 ：平井祐一
- 大森 竜二 ：北川忠明

- 泉 正敏 ：熊倉賢一（特別出演）
- 整理部社員役：根本典枝（特別出演）
- 株式会社クマクラ正社員：鈴木信男（特別出演）
- 商店街会長：谷口正樹（特別出演）
- 株式会社ハッピーリス代表取締役：吉田理恵（特別出演）
- 株式会社ナイトペイジャー代表取締役：横田信一郎（特別出演）
- YYポート横須賀 店長：横尾美香 （特別出演）
- 京急電鉄株式会社本職員：石渡ゆう子（特別出演）

## 製作
2010年にエアポート快特が京急蒲田駅を通過する計画が明らかになったことが発端である。高橋和勧はこの計画に対する地元の反対運動に接して、地域課題を映画制作により克服することを着想し、本作を企画した。大田区地域力応援基金助成事業の認定を受け、区内のロケも無償でおこなわれた。
同じスタッフによる『未来シャッター』も本作と同様の手法により制作されている。

## ロケ地
- 大田区
  - 大田区役所 や京急電鉄、大田区議会議長室、 羽田空港等が含まれる。
- 横須賀市[7]。
- 松山市[8]

## 公開
日本国内の300か所以上で上映された。鑑賞後は参加者が自身に関わる地域課題の意見交換をおこなうセッションを開く、特異な上映形態を取っている。
銭湯や町工場、寺の堂宇や市議会の議場などでの上映もおこなわれた。